# Jordbävningen i Charlevoix-Kamouraska 1925
Jordbävningen i Charlevoix–Kamouraska 1925 drabbade nordöstra Nordamerika den 29 februari 1925 och nådde 6,2 på momentmagnitudskalan. Det var en av de mest kraftfulla som uppmättes i Kanada under 1900-talet, med en maximal upplevd intensitet på VIII (svår) på Mercalliskalan vid dess epicentrum i området Charlevoix-Kamouraska längs Saint Lawrencefloden nära île aux Lièvres och inte kraftigare än VI (stark) i USA. Skalvet kändes i Qébec, Shawinigan och Montreal i Kanada, och så långt söderut i USA som Virginia och så långt västerut som Mississippifloden.

## Skador
Jordbävningen orsakade skador i tre separata områden. Det första hade extrema skador begränsade till ett smalt bälte, 32 km långt, på båda stränderna av Saint Lawrencefloden nära epicentret. I detta område skadades orterna Baie-Saint-Paul, Saint-Urbain, Les Éboulements, Pointe-au-Pic, La Malbaie, Tadoussac och de andra närliggande byarna Sainte-Anne-de-la-Pocatière, Saint-Pacôme, Rivière-Ouelle, Saint-Philippe, Saint-Denis och Saint-Pascal på södra stranden. Det berodde mest på jordbävningens styrka, och i viss mån av den djupa korniga jord som många av de förstörda byggnaderna var uppförda på. De två andra skadade områdena var Québec och området Trois-Rivières – Shawinigan, där förstörelsen var mer omfattande, inte så mycket på grund av jordbävningens styrka, utan snarare på den landskapets ojämna natur.

## Efterdyningar
Totalt registrerades 55 efterskalv, som varade i veckor, från magnitud 5 till 2. Under åren publicerades flera studier om jordbävningen i Charlevoix–Kamouraska 1925, några så sent som 1999. Ett förskalv inträffade i St. Lawrence-dalen året innan den 30 september. Den fick 6,1 och kändes från Rockland, Ontario till Portland, Maine.